# Gnidia variegata
Gnidia variegata är en tibastväxtart som beskrevs av Gandoger. Gnidia variegata ingår i släktet Gnidia och familjen tibastväxter. Inga underarter finns listade i Catalogue of Life.